# Wabane
Wabane è un centro abitato del Camerun, situato nella Regione del Sudovest.